# Ueno (Gunma)
Ueno (上野村, Ueno-mura) é uma aldeia localizada na Prefeitura de Gunma, Japão. A partir de 1 de outubro de 2019, a aldeia tem uma população estimada em 1.089 habitantes e uma densidade populacional de 5,99 hab./km². Sua área total é de 181,85 quilômetros quadrados. A aldeia tem a menor densidade populacional dos municípios do Japão.

## História
Durante o período Edo, a área atual de Ueno fazia parte do território tenryō administrado diretamente pelo xogunato Tokugawa na província de Kōzuke.
A aldeia de Ueno foi estabelecida no Distrito de Minamikanra, Prefeitura de Gunma, em 1 de abril de 1889, com a criação do sistema de municípios após a restauração de Meiji. Em 1896, o distrito de Minamikanra foi unido aos distritos de Midono e Tago para criar o Distrito de Tano. Em 12 de agosto de 1985, o voo Japan Airlines 123, que ia do aeroporto de Haneda ao aeroporto de Itami, colidiu com uma área dentro dos limites da aldeia de Ueno, matando 520 pessoas no mais mortal acidente de aviação de uma aeronave do mundo.

## Educação
Ueno tem uma escola primária, a Escola Primária de Ueno (上野小学校 Ueno Shōgakkō) e uma escola secundária, Ueno Junior High School (上野中学校 Ueno Chūgakkō).

## Atrações locais
- Barragem de Ueno

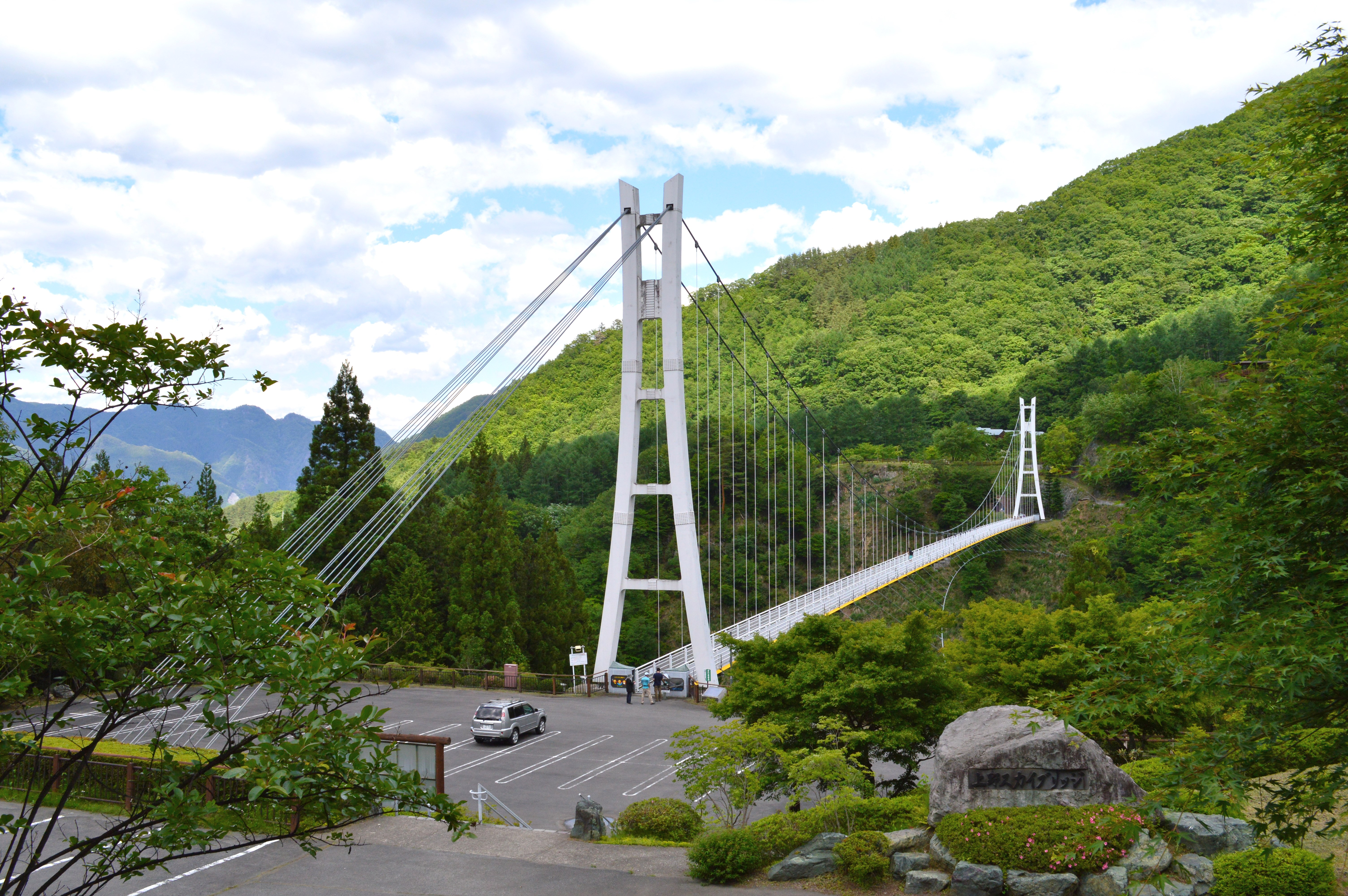
Ponte em Ueno, Gunma

- Ponte de Ueno - A ponte de Ueno é uma ponte suspensa para pedestres de 225 metros de comprimento. A uma altura de noventa metros, oferece vistas panorâmicas.[3][4]
- Shionosawa Onsen